# Національний парк

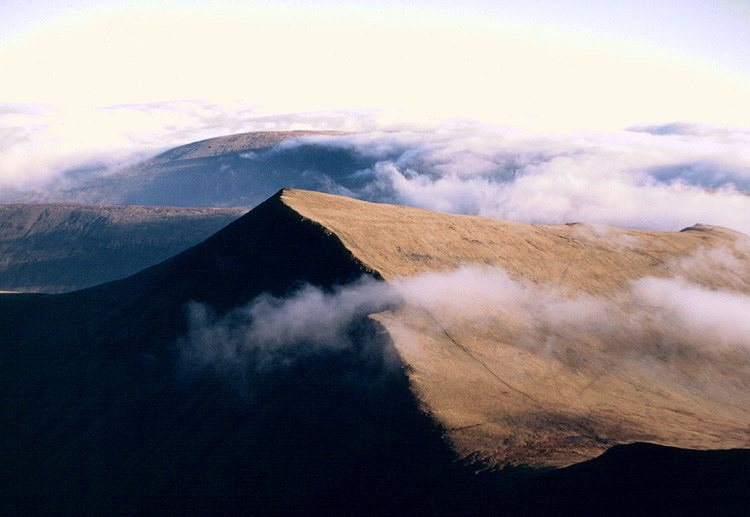
Національний парк Брекон Біконс, Уельс, Велика Британія

Національний природний парк — категорія природно-заповідного фонду в Україні та світі, територія, зазвичай визначена у законі та у державній власності, що охороняється від більшості видів людської діяльності та забруднення. Національний парк є природоохоронною територією категорії II згідно з визначенням МСОП. На відміну від заповідників та природних резервів, де заборонена майже будь-яка діяльність людини, однією з цілей створення національних парків є відпочинок, тому вони дозволяють відвідування туристів та перебування на своїй території за певними умовами.
У минулому категорія мала назви «державний природний парк», «державний національний природний парк».

## Історія

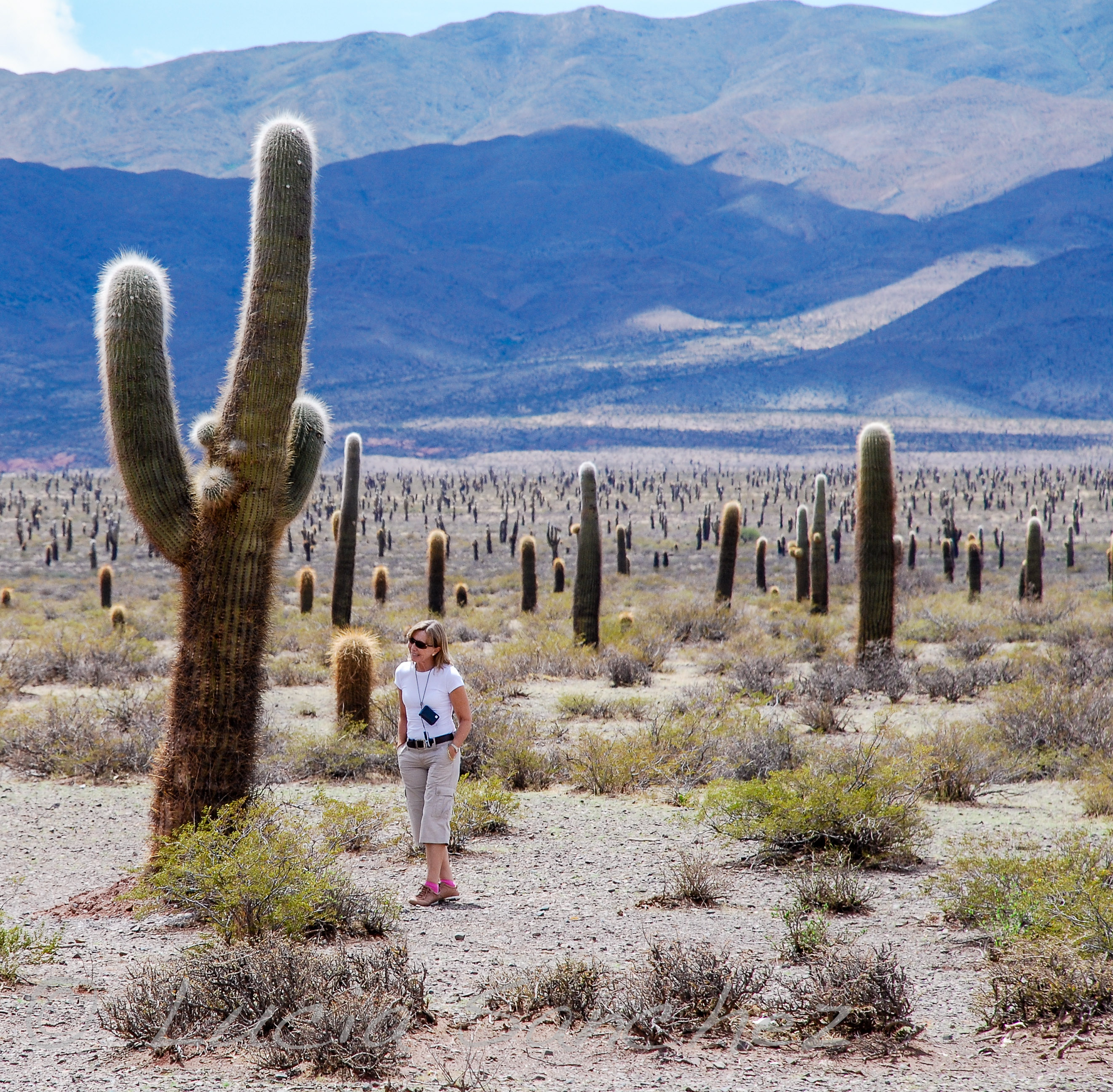
, Аргентина

У 1815 році англійській поет Вільям Вордсворт описав Лейк Дістрікт, як «щось подібне до народного надбання, на яке кожна людина має право, кожна хто має око щоб його побачити, і серце, щоби насолодитися». Живописець Джордж Кетлін в своїх подорожах по Американському Заходу написав в 1832 році що «Корінні американці в Сполучених Штатах можуть бути збережені рішенням уряду ... у прекрасному парку ... Народний парк, що містить людей та тварин, у всій дикості і свіжості їх краси!». Подібні ідеї виражалися і в інших країнах, у Швеції, наприклад, барон Адольф Ерік Норденскйольд зробив таку пропозицію в 1880 році. Шотландсько-американський натураліст Джон М'юр здійснив ці ідеї в концепції національних парків, передбачаючи багато ідей збереження природи і руху на захист довкілля.

### Заснування перших парків

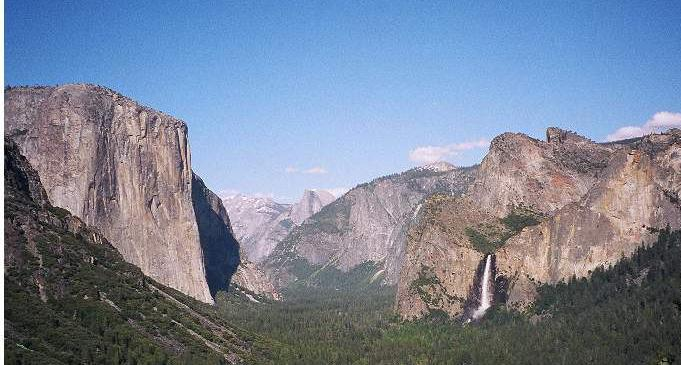
Долина Йосеміті, Національний парк Йосеміті, Каліфорнія, США.

Перше зусилля будь-яким урядом захистити природну територію були здійснені в США, коли президент Авраам Лінкольн підписав Акт Конгресу 30 червня 1864, віддаючи долину Йосеміті і гай Маріпоса гігантських секвой (яка пізніше стала національним парком Йосеміті) штату Каліфорнія із вимогою: Штат повинен прийняти цей грант на певних умовах, а саме підтримання території для суспільного використання і відпочинку, та не передачі її третім особам.
У 1872 році, Єллоустоунський національний парк став першим у світі справжнім національним парком. Коли дивовижні природні риси Єллоустоуна були відкриту, це місто було частиною території, а не штату США, тобто не було штату, який міг би взяти відповідальність за нього. Тому Федеральний Уряд прийняв пряму відповідальність за парк, процес формально завершився 1 жовтня 1890 року. Це рішення було результатом об'єднаних зусиль захисників природних ресурсів, політиків і бізнес-структур — а саме, Північної Тихоокеанської Залізниці, чия лінія через Монтану отримала значну вигоду через створення цього нового туристичного атракціону, тільки разом вони зуміли забезпечити проходження законопроєкту через Конгрес Сполучених Штатів.
Видатний американський письменник та журналіст Уоллес Стегнер писав, що національні парки — найкраща ідея американців — відхилення від королівських заповідників Старого Світу, які аристократи зберігали для себе — невід'ємно демократичні, відкриті для всіх, «вони відображають нас в найкращому світі, а не найгіршому» . Навіть із створенням Єллоустоунського, Йосемітського, і 37 інших національних парків і пам'ятників, пройшло 44 роки, поки не було створене єдине агентство для керування цими територіями — Національна паркова служба (National Park Service, NPS). Цікаво, що створення цієї служби було значною мірою заслугою однієї людини, бізнесмена Стівена Матера, який переконав секретаря внутрішніх справ Франкліна Кнайта Лейна у її потрібності. Лейн запросив Матера прибути до Вашингтона, і разом вони розробили закон, який потім був схвалений Конгресом.
Число територій, якими зараз керує Національна паркова служба у США, становить 390, з яких тільки 58 мають статус національного парку.
Слід за створенням національним парків в Єллоустоуні та Йосеміті, ідея була підхоплена й іншими країнами. У Австралії, Королівський Національний Парк був заснований на півдні від Сіднея в 1879 році. У Канаді Національний парк Банф (потім також відомий як Національний парк Скелястих Гір) став його першим канадським національним парком у 1885 році. Нова Зеландія створила свій перший національний парк в 1887 році. У Європі першим національним парком став Сарек, відкритий 24 травня 1909 року у Швеції. Зараз Європа має 359 заповідників і національних парків .
Після Другої світової війни національні парки були засновані по всьому світу. Вануазький національний парк в Альпах став першим французьким національним парком, заснованим 1963 року після хвилі протестів проти туристичних проєктів.

## Особливості

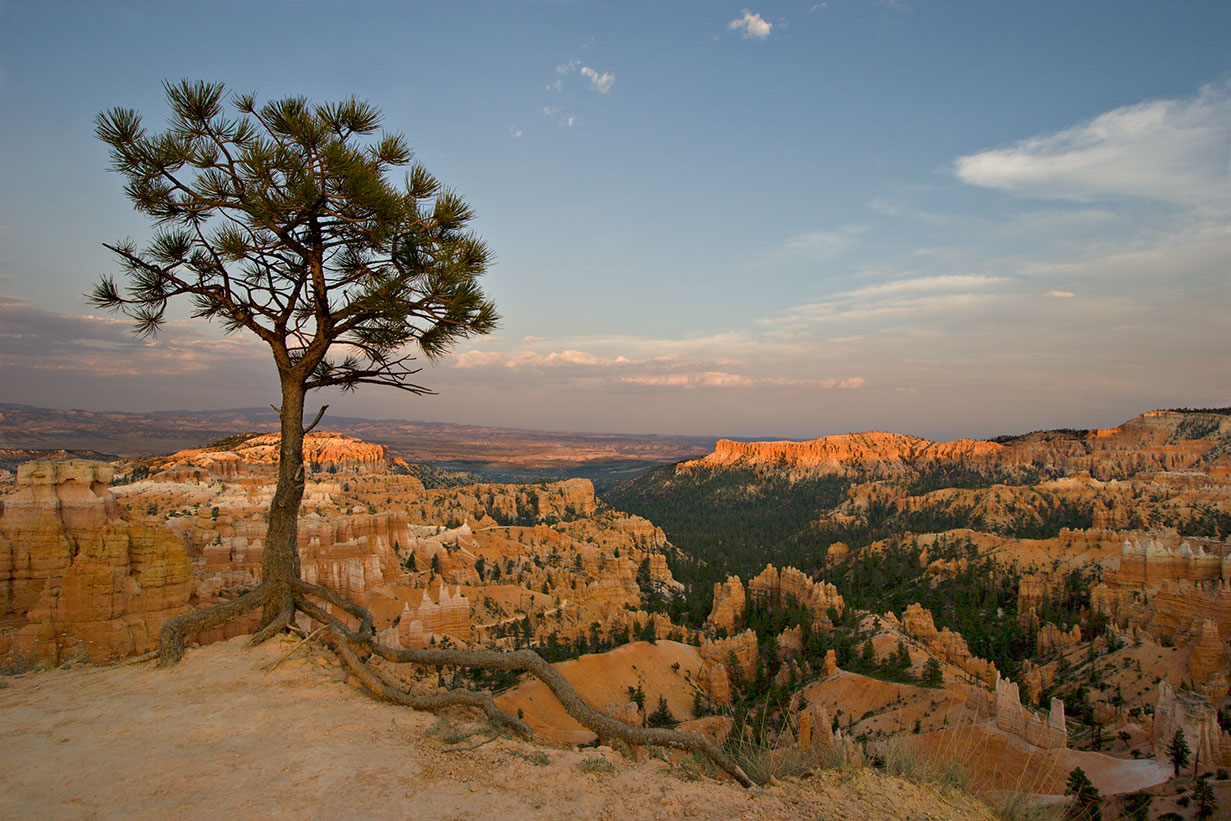
Національний парк Каньйон Брайс на півдні штату Юта, заснований в 1928 році. До того він був Національним природним пам'ятником.

Національні парки зазвичай розташовані в місцях, які були значною мірою нерозвинені, і часто зберігають області з рідкісними тваринами, рослинами і екосистемами (особливо тими, що знаходяться у небезпеці), біологічною різноманітністю або незвичайними геологічними особливостями. Іноді, національні парки створюються в розвинутих областях з метою повернення деяких територій якомога близько до їх первісного стану. У деяких країнах, наприклад Англії і Уельсі, національні парки не дикі, не належать уряду, і можуть включати істотні поселення і використання землі, які часто є складовими частинами ландшафту.

## Керування парками
Національні парки грають подвійну роль, і як притулок для живої природи, так і як популярні туристичні райони. Потрібно зберігати баланс між цими двома напрямками, які, проте, часто пов'язані — наприклад, туристи часто приносять паркам дохід, який може витрачатися на проєкти збереження природи. Парки також служать резервом істотних природних ресурсів, наприклад лісоматеріалів, мінералів та інших цінних продуктів. Рівновага між витрачанням цих ресурсів та їх збереженням, також важлива для управління парків. Інколи національні парки стають місцем незаконної забудови та іншого використання, часто через політичну корупцію. Така діяльність загрожує цілісності багатьох екосистем.
Територія національних парків позначається на місцевості межовими охоронними знаками.

## Інші природоохоронні території
Деякі країни також оголошують національними парками місця особливої культурної, наукової або історичної важливості, або створюють для них особливі об'єкти в межах своїх національних паркових систем. Інші країни використовують інші схеми для збереження історичних місць. Деякі з цих місць, якщо вони відповідають потрібним критеріям, оголошують місцями світової спадщини ЮНЕСКО. У багатьох країнах не центральний, а місцевий уряд може відповідати за обслуговування паркових систем. Деякі з таких парків також називаються національними.

## Проблеми охорони
Згідно «Санітарних правил в лісах України», затверджених Кабміном України 27 липня 1995 р. № 555, «Правил поліпшення якісного складу лісів», затверджених Кабміном України 12 травня 2007 р. № 724 і «Порядку спеціального використання лісових ресурсів», затвердженого Кабміном України 23 травня 2007 р. № 761, в господарській зоні національних природних парків дозволено проводити рубки головного користування, причому без узгодження з департаментом екології обласної держадміністрації. У заповідній зоні і зоні регульованої рекреації дозволені суцільні і вибіркові санітарні рубки, а також очищення лісу від мертвої деревини (усунення захаращеності).
Усього у 32 національних парках в середньому на рік вирубується 328289,4 м3 деревини на площі 18720,8 га. В середньому, в одному національному парку щорічно рубається 12520,8 м3 на площі 670,3 га. При цьому в одному національному парку щорічно на землях парку рубається 130172,4 м3 на площі 3816,8 га і на землях інших землекористувачів — 198117 м3 на площі 14904 га.
Санітарні рубки лісу проводилися або проводяться навіть в заповідних зонах національних парків — таких як Синевир, Шацький, Мезинський, Дермансько-Острозький, Карпатський, Святі гори. При цьому Проєкти організації територій ряду національних парків, таких як Галицький, Сколівські Бескиди, Шацький, Яворівський, Дермансько-Острозький, Хотинський, Вижницький передбачали і передбачають проведення в заповідній зоні санітарних і інших рубок лісу (у тому числі і суцільних, а також розчищення лісу від захаращення. Приміром, у польських парках рубається значно менше лісу. Якщо в середньому в одному польському нацпарку рубається в рік до 8 тис. м3 деревини, то в одному українському в середньому — 12,5 тис. м3.
На 2013 р. ліміти на рубку лісу було видано 17 національним паркам і 15 національних парків рубали ліс без лімітів. При цьому обсяги рубок і площі, на яких вони велися, у 10 парків незаконно перевищували ліміти, видані Мінприродою України.
Санітарні і інші рубки лісу є головним чинником, що сприяє знищенню жител багатьох червонокнижних видів флори і фауни, — грибів, папоротей, кажанів, сов, комах, хижих птахів, рисі, ведмедя та інше.
У багатьох національних парках відбуваються і інші порушення заповідного режиму. В Азово-Сиваському і Дворічанському — ведеться полювання, в Приазовському — незаконний відпочинок в заповідній зоні, Тузлівських лиманах, Білобережжі Святослава — браконьєрський промисел креветки і краба, в у і Шацькому — браконьєрський лов риби, у Голосіївському — незаконний видобуток піску в заповідній зоні, облаштування трамплінів для велосипедистів, в Нижньодністровському — незаконна забудова, в Сколівських Бескидах — незаконна вирубка лісу.